# Fascia renal
La fascia renal o fascia de Gerota es una capa de tejido conjuntivo que encapsula los riñones y las glándulas suprarrenales. Las capas más profundas por debajo de la fascia renal son, por orden, la cápsula adiposa del riñón (o "grasa perirrenal"), la cápsula renal y finalmente el parénquima de la corteza renal. Los espacios alrededor del riñón normalmente se dividen en tres compartimentos: el espacio perirrenal y los espacios pararrenales anterior y posterior.
La fascia anterior o fascia de Gerota divide el espacio perirrenal del espacio pararrenal anterior que contiene el páncreas, el colon ascendente y descendente y la segunda a cuarta parte del duodeno. La fascia posterior al espacio perirrenal es llamada fascia de Zuckerkandl. Por detrás de esta se encuentra el espacio pararrenal posterior que contiene solo tejido adiposo.